# Llista de topònims de Llers
Llista de topònims (noms propis de lloc) del municipi de Llers, a l'Alt Empordà
Informació actualitzada per un bot. Els canvis manuals es perdran quan s'actualitzi!

## barraca de vinya
| imatge | Nom                                                           | Ubicat a | instància de     | Detalls                     | coordenades                                       | Protecció                                  | Commons (més fotos)             | Dades a WD                    |
| ------ | ------------------------------------------------------------- | -------- | ---------------- | --------------------------- | ------------------------------------------------- | ------------------------------------------ | ------------------------------- | ----------------------------- |
|        | Barraca de pedra seca de Puig d'en Clos 141                   | Llers    | barraca de vinya | Estil: arquitectura popular |                                                   | bé cultural d'interès local                |                                 | Modifica les dades a Wikidata |
|        | Barraca de pedra seca de Puig de la Borrassa 167              | Llers    | barraca de vinya | Estil: arquitectura popular |                                                   | bé cultural d'interès local                |                                 | Modifica les dades a Wikidata |
|        | Barraca de pedra seca de Puig de les Guixeres 160             | Llers    | barraca de vinya | Estil: arquitectura popular |                                                   | bé cultural d'interès local                |                                 | Modifica les dades a Wikidata |
|        | Barraca de pedra seca de Puig de les Terres Blanques 163      | Llers    | barraca de vinya | Estil: arquitectura popular |                                                   | bé cultural d'interès local                |                                 | Modifica les dades a Wikidata |
|        | Barraca de pedra seca de Puig del Clos 145                    | Llers    | barraca de vinya | Estil: arquitectura popular |                                                   | bé cultural d'interès local                |                                 | Modifica les dades a Wikidata |
|        | Barraca de pedra seca de Puig del Clos 150                    | Llers    | barraca de vinya | Estil: arquitectura popular |                                                   | bé cultural d'interès local                |                                 | Modifica les dades a Wikidata |
|        | Barraca de pedra seca de Puig del Clos 151                    | Llers    | barraca de vinya | Estil: arquitectura popular |                                                   | bé cultural d'interès local                |                                 | Modifica les dades a Wikidata |
|        | Barraca de pedra seca de Puig del Clos 152                    | Llers    | barraca de vinya | Estil: arquitectura popular |                                                   | bé cultural d'interès local                |                                 | Modifica les dades a Wikidata |
|        | Barraca de pedra seca de Puig del Clos 154                    | Llers    | barraca de vinya | Estil: arquitectura popular |                                                   | bé cultural d'interès local                |                                 | Modifica les dades a Wikidata |
|        | Barraca de pedra seca de Terres Blanques - els Avalls 140     | Llers    | barraca de vinya | Estil: arquitectura popular |                                                   | bé cultural d'interès local                |                                 | Modifica les dades a Wikidata |
|        | Barraca de pedra seca de Terres Blanques - els Avalls 144     | Llers    | barraca de vinya | Estil: arquitectura popular |                                                   | bé cultural d'interès local                |                                 | Modifica les dades a Wikidata |
|        | Barraca de pedra seca de Terres Blanques - els Avalls 169     | Llers    | barraca de vinya | Estil: arquitectura popular |                                                   | bé cultural d'interès local                |                                 | Modifica les dades a Wikidata |
|        | Barraca de pedra seca de Terres Blanques - els Avalls 86      | Llers    | barraca de vinya | Estil: arquitectura popular |                                                   | bé cultural d'interès local                |                                 | Modifica les dades a Wikidata |
|        | Barraca de pedra seca de les Boïgues 111                      | Llers    | barraca de vinya | Estil: arquitectura popular |                                                   | bé cultural d'interès local                |                                 | Modifica les dades a Wikidata |
|        | Barraca de pedra seca de les Boïgues 184                      | Llers    | barraca de vinya | Estil: arquitectura popular |                                                   | bé cultural d'interès local                |                                 | Modifica les dades a Wikidata |
|        | Barraca de pedra seca de les Boïgues 193                      | Llers    | barraca de vinya | Estil: arquitectura popular |                                                   | bé cultural d'interès local                |                                 | Modifica les dades a Wikidata |
|        | Barraca de pedra seca de les Boïgues 195                      | Llers    | barraca de vinya | Estil: arquitectura popular |                                                   | bé cultural d'interès local                |                                 | Modifica les dades a Wikidata |
|        | Barraca de pedra seca de les Brugueres 1                      | Llers    | barraca de vinya | Estil: arquitectura popular |                                                   | bé cultural d'interès local                |                                 | Modifica les dades a Wikidata |
|        | Barraca de pedra seca de les Brugueres 57                     | Llers    | barraca de vinya | Estil: arquitectura popular |                                                   | bé cultural d'interès local                |                                 | Modifica les dades a Wikidata |
|        | Barraca de pedra seca de les Clotes 20                        | Llers    | barraca de vinya | Estil: arquitectura popular |                                                   | bé cultural d'interès local                |                                 | Modifica les dades a Wikidata |
|        | Barraca de pedra seca de les Clotes 21                        | Llers    | barraca de vinya | Estil: arquitectura popular |                                                   | bé cultural d'interès local                |                                 | Modifica les dades a Wikidata |
|        | Barraca de pedra seca de les Clotes 22                        | Llers    | barraca de vinya | Estil: arquitectura popular |                                                   | bé cultural d'interès local                |                                 | Modifica les dades a Wikidata |
|        | Barraca de pedra seca de les Clotes 23                        | Llers    | barraca de vinya | Estil: arquitectura popular |                                                   | bé cultural d'interès local                |                                 | Modifica les dades a Wikidata |
|        | Barraca de pedra seca de les Clotes 27                        | Llers    | barraca de vinya | Estil: arquitectura popular |                                                   | bé cultural d'interès local                |                                 | Modifica les dades a Wikidata |
|        | Barraca de pedra seca de les Clotes 28                        | Llers    | barraca de vinya | Estil: arquitectura popular |                                                   | bé cultural d'interès local                |                                 | Modifica les dades a Wikidata |
|        | Barraca de pedra seca de les Costes - Terres Blanques 72      | Llers    | barraca de vinya | Estil: arquitectura popular |                                                   | bé cultural d'interès local                |                                 | Modifica les dades a Wikidata |
|        | Barraca de pedra seca de les Costes - Terres Blanques 75      | Llers    | barraca de vinya | Estil: arquitectura popular |                                                   | bé cultural d'interès local                |                                 | Modifica les dades a Wikidata |
|        | Barraca de pedra seca de les Costes - Terres Blanques 76      | Llers    | barraca de vinya | Estil: arquitectura popular |                                                   | bé cultural d'interès local                |                                 | Modifica les dades a Wikidata |
|        | Barraca de pedra seca de les Costes - Terres Blanques 77      | Llers    | barraca de vinya | Estil: arquitectura popular |                                                   | bé cultural d'interès local                |                                 | Modifica les dades a Wikidata |
|        | Barraca de pedra seca de les Guixeres 10                      | Llers    | barraca de vinya | Estil: arquitectura popular |                                                   | bé cultural d'interès local                |                                 | Modifica les dades a Wikidata |
|        | Barraca de pedra seca de les Guixeres 11                      | Llers    | barraca de vinya | Estil: arquitectura popular |                                                   | bé cultural d'interès local                |                                 | Modifica les dades a Wikidata |
|        | Barraca de pedra seca de les Guixeres 7                       | Llers    | barraca de vinya | Estil: arquitectura popular |                                                   | bé cultural d'interès local                |                                 | Modifica les dades a Wikidata |
|        | Barraca de pedra seca de les Guixeres 9                       | Llers    | barraca de vinya | Estil: arquitectura popular |                                                   | bé cultural d'interès local                |                                 | Modifica les dades a Wikidata |
|        | Barraca de pedra seca del Mas Carreras 116                    | Llers    | barraca de vinya | Estil: arquitectura popular |                                                   | bé cultural d'interès local                |                                 | Modifica les dades a Wikidata |
|        | Barraca de pedra seca del Mas Carreras 117                    | Llers    | barraca de vinya | Estil: arquitectura popular |                                                   | bé cultural d'interès local                |                                 | Modifica les dades a Wikidata |
|        | Barraca de pedra seca del Mas Carreras 120                    | Llers    | barraca de vinya | Estil: arquitectura popular |                                                   | bé cultural d'interès local                |                                 | Modifica les dades a Wikidata |
|        | Barraca de pedra seca del Mas Carreras 177                    | Llers    | barraca de vinya | Estil: arquitectura popular |                                                   | bé cultural d'interès local                |                                 | Modifica les dades a Wikidata |
|        | Barraca de pedra seca del Pla de Vinyers - Oratori 83         | Llers    | barraca de vinya | Estil: arquitectura popular |                                                   | bé cultural d'interès local                |                                 | Modifica les dades a Wikidata |
|        | Barraca de pedra seca del Pla de Vinyers - Terres Blanques 66 | Llers    | barraca de vinya | Estil: arquitectura popular |                                                   | bé cultural d'interès local                |                                 | Modifica les dades a Wikidata |
|        | Barraca de pedra seca del Pla de Vinyers - Terres Blanques 81 | Llers    | barraca de vinya | Estil: arquitectura popular |                                                   | bé cultural d'interès local                |                                 | Modifica les dades a Wikidata |
|        | Barraca de pedra seca del Pla de Vinyers 32                   | Llers    | barraca de vinya | Estil: arquitectura popular |                                                   | bé cultural d'interès local                |                                 | Modifica les dades a Wikidata |
|        | Barraca de pedra seca del Pla de Vinyers 35                   | Llers    | barraca de vinya | Estil: arquitectura popular |                                                   | bé cultural d'interès local                |                                 | Modifica les dades a Wikidata |
|        | Barraca de pedra seca del Pla de Vinyers 37                   | Llers    | barraca de vinya | Estil: arquitectura popular |                                                   | bé cultural d'interès local                |                                 | Modifica les dades a Wikidata |
|        | Barraca de pedra seca del Pla de Vinyers 38                   | Llers    | barraca de vinya | Estil: arquitectura popular |                                                   | bé cultural d'interès local                |                                 | Modifica les dades a Wikidata |
|        | Barraca de pedra seca del Pla de Vinyers 42                   | Llers    | barraca de vinya | Estil: arquitectura popular |                                                   | bé cultural d'interès local                |                                 | Modifica les dades a Wikidata |
|        | Barraca de pedra seca del Pla de Vinyers 47                   | Llers    | barraca de vinya | Estil: arquitectura popular |                                                   | bé cultural d'interès local                |                                 | Modifica les dades a Wikidata |
|        | Barraca de pedra seca del Pla de Vinyers 49                   | Llers    | barraca de vinya | Estil: arquitectura popular |                                                   | bé cultural d'interès local                |                                 | Modifica les dades a Wikidata |
|        | Barraca de pedra seca del Pla de Vinyers 50                   | Llers    | barraca de vinya | Estil: arquitectura popular |                                                   | bé cultural d'interès local                |                                 | Modifica les dades a Wikidata |
|        | Barraca de pedra seca del Pla de Vinyers 52                   | Llers    | barraca de vinya | Estil: arquitectura popular |                                                   | bé cultural d'interès local                |                                 | Modifica les dades a Wikidata |
|        | Barraca de pedra seca del Pla de Vinyers 53                   | Llers    | barraca de vinya | Estil: arquitectura popular |                                                   | bé cultural d'interès local                |                                 | Modifica les dades a Wikidata |
|        | Barraca de pedra seca del Puig 100                            | Llers    | barraca de vinya | Estil: arquitectura popular |                                                   | bé cultural d'interès local                |                                 | Modifica les dades a Wikidata |
|        | Barraca de pedra seca del Puig 103                            | Llers    | barraca de vinya | Estil: arquitectura popular |                                                   | bé cultural d'interès local                |                                 | Modifica les dades a Wikidata |
|        | barraques de pedra seca                                       | Llers    | barraca de vinya | Estil: arquitectura popular | 42° 17′ 03″ N, 2° 53′ 41″ E / 42.2841°N,2.89461°E | bé integrant del patrimoni cultural català | Barraques de pedra seca (Llers) | Modifica les dades a Wikidata |

## casa
| imatge | Nom                   | Ubicat a | instància de | Detalls                     | coordenades                                       | Protecció                                  | Commons (més fotos)           | Dades a WD                    |
| ------ | --------------------- | -------- | ------------ | --------------------------- | ------------------------------------------------- | ------------------------------------------ | ----------------------------- | ----------------------------- |
|        | Can Casagran (Llers)  | Llers    | casa         | Estil: arquitectura popular | 42° 17′ 45″ N, 2° 54′ 34″ E / 42.2957°N,2.90937°E | bé integrant del patrimoni cultural català | Can Casagran (Llers)          | Modifica les dades a Wikidata |
|        | casa al carrer Nou, 2 | Llers    | casa         | Estil: arquitectura popular | 42° 17′ 42″ N, 2° 54′ 48″ E / 42.2951°N,2.91338°E | bé integrant del patrimoni cultural català | Casa al carrer Nou, 2 (Llers) | Modifica les dades a Wikidata |

## castell
| imatge | Nom                 | Ubicat a             | instància de | Detalls                      | coordenades | Protecció                                            | Commons (més fotos)                    | Dades a WD                    |
| ------ | ------------------- | -------------------- | ------------ | ---------------------------- | --- | ---------------------------------------------------- | -------------------------------------- | ----------------------------- |
|        | Castell d'Hortal    | Llers                | castell      | Estil: arquitectura popular  | 42° 18′ 08″ N, 2° 53′ 51″ E / 42.30233667°N,2.89759167°E ca:Camí que surt de la carretera de Terrades, prop del mas de l'Estela 167 msnm | bé d'interès cultural bé cultural d'interès nacional | Castell d'Hortal                       | Modifica les dades a Wikidata |
|        | Castell de Llers    | Llers                | castell      | Estil: arquitectura popular  | 42° 17′ 44″ N, 2° 54′ 42″ E / 42.29568611°N,2.91173056°E ca:Carrer del Castell 152 msnm                                                  | bé d'interès cultural bé cultural d'interès nacional | Castell de Llers                       | Modifica les dades a Wikidata |
|        | Castell de Montmarí | Pont de Molins Llers | castell      | Estil: arquitectura romànica | 42° 18′ 59″ N, 2° 54′ 21″ E / 42.316519°N,2.905913°E                                                                                     | bé d'interès cultural bé cultural d'interès nacional | Castell de Montmarí (Pont de Molins)   | Modifica les dades a Wikidata |
|        | castell de la Vall  | Llers                | castell      | Estil: arquitectura popular  | 42° 17′ 51″ N, 2° 55′ 09″ E / 42.2974°N,2.91929°E                                                                                        | bé d'interès cultural bé cultural d'interès nacional | Ruïnes del castell de la Vall de Llers | Modifica les dades a Wikidata |
|        | castell del Gorg    | Llers                | castell      | Estil: arquitectura popular  | 42° 18′ 17″ N, 2° 55′ 16″ E / 42.3048°N,2.92121°E                                                                                        | bé d'interès cultural bé cultural d'interès nacional | Ruïnes del castell del Gorg (Llers)    | Modifica les dades a Wikidata |

## curs d'aigua
| imatge | Nom    | Ubicat a                                                 | instància de | Detalls                                               | coordenades | Protecció | Commons (més fotos) | Dades a WD                    |
| ------ | ------ | -------------------------------------------------------- | ------------ | ----------------------------------------------------- | --- | --------- | ------------------- | ----------------------------- |
|        | Muga   | Comarques gironines                                      | curs d'aigua | Desemboca: mar Mediterrània Llarg: 70km Conca: 961km² | 42° 21′ 23″ N, 2° 34′ 01″ E / 42.356279°N,2.567071°E 42° 14′ 07″ N, 3° 07′ 31″ E / 42.235380930036°N,3.1252241134644°E |           | Muga                | Modifica les dades a Wikidata |
|        | Rissec | Terrades Cistella Llers Vilanant Avinyonet de Puigventós | curs d'aigua | Desemboca: Manol                                      | 42° 15′ 35″ N, 2° 54′ 17″ E / 42.25963889°N,2.90477222°E                                                               |           |                     | Modifica les dades a Wikidata |

## entitat singular de població
| imatge | Nom           | Ubicat a | instància de                                                                   | Detalls | coordenades                                                                | Protecció | Commons (més fotos) | Dades a WD                    |
| ------ | ------------- | -------- | ------------------------------------------------------------------------------ | ------- | -------------------------------------------------------------------------- | --------- | ------------------- | ----------------------------- |
|        | Llers         | Llers    | entitat singular de població ens local històric de Catalunya capital municipal | 531 hab | 42° 17′ 45″ N, 2° 54′ 43″ E / 42.29571°N,2.91183°E 166 msnm                |           |                     | Modifica les dades a Wikidata |
|        | el Poblenou   | Llers    | entitat singular de població                                                   | 189 hab | 42° 17′ 27″ N, 2° 54′ 44″ E / 42.290947°N,2.91216°E 170 msnm               |           |                     | Modifica les dades a Wikidata |
|        | els Hostalets | Llers    | entitat singular de població                                                   | 493 hab | 42° 17′ 39″ N, 2° 56′ 36″ E / 42.2940787°N,2.9432815°E 58 msnm             |           |                     | Modifica les dades a Wikidata |
|        | la Vall       | Llers    | entitat singular de població                                                   | 49 hab  | 42° 17′ 54″ N, 2° 55′ 13″ E / 42.298361111111°N,2.9203333333333°E 113 msnm |           |                     | Modifica les dades a Wikidata |

## església
| imatge | Nom                   | Ubicat a | instància de | Detalls                      | coordenades                                                          | Protecció                                  | Commons (més fotos)                        | Dades a WD                    |
| ------ | --------------------- | -------- | ------------ | ---------------------------- | -------------------------------------------------------------------- | ------------------------------------------ | ------------------------------------------ | ----------------------------- |
|        | Sant Julià            | Llers    | església     | Estil: arquitectura popular  | 42° 17′ 29″ N, 2° 54′ 41″ E / 42.2914°N,2.91142°E                    | bé integrant del patrimoni cultural català | Església de Sant Julià i rectoria de Llers | Modifica les dades a Wikidata |
|        | Sant Quirze d'Olmells | Llers    | església     | Estil: arquitectura romànica | 42° 17′ 10″ N, 2° 52′ 53″ E / 42.286°N,2.88149°E ca:Camí de Mas Puig | bé cultural d'interès local                | Església de Sant Quirze d'Olmells (Llers)  | Modifica les dades a Wikidata |

## masia
| imatge | Nom             | Ubicat a | instància de | Detalls                                  | coordenades | Protecció                                  | Commons (més fotos)   | Dades a WD                    |
| ------ | --------------- | -------- | ------------ | ---------------------------------------- | --- | ------------------------------------------ | --------------------- | ----------------------------- |
|        | Cals Frares     | Llers    | masia        |                                          | 42° 17′ 55″ N, 2° 56′ 29″ E / 42.2987353515453°N,2.94135568787175°E                                                      |                                            |                       | Modifica les dades a Wikidata |
|        | Can Bofit       | Llers    | masia        |                                          | 42° 17′ 45″ N, 2° 57′ 06″ E / 42.295876170316°N,2.95162123734536°E                                                       |                                            |                       | Modifica les dades a Wikidata |
|        | Can Campmany    | Llers    | masia        |                                          | 42° 17′ 35″ N, 2° 54′ 52″ E / 42.2929994759546°N,2.91441909984146°E                                                      |                                            |                       | Modifica les dades a Wikidata |
|        | Can Casanoves   | Llers    | masia        |                                          | 42° 17′ 53″ N, 2° 54′ 58″ E / 42.2980802143909°N,2.91609849990889°E                                                      |                                            |                       | Modifica les dades a Wikidata |
|        | Can Mascorima   | Llers    | masia        |                                          | 42° 19′ 02″ N, 2° 53′ 59″ E / 42.3172772430927°N,2.89971476478772°E                                                      |                                            |                       | Modifica les dades a Wikidata |
|        | Can Poc         | Llers    | masia        |                                          | 42° 17′ 14″ N, 2° 55′ 00″ E / 42.2872821557083°N,2.91662226638309°E                                                      |                                            |                       | Modifica les dades a Wikidata |
|        | Can Salelles    | Llers    | masia        |                                          | 42° 19′ 01″ N, 2° 53′ 50″ E / 42.316977772182°N,2.89715472694618°E                                                       |                                            |                       | Modifica les dades a Wikidata |
|        | Can Soler       | Llers    | masia        |                                          | 42° 17′ 52″ N, 2° 56′ 27″ E / 42.2978795515399°N,2.94094401202751°E                                                      |                                            |                       | Modifica les dades a Wikidata |
|        | Can Torrent     | Llers    | masia        |                                          | 42° 17′ 54″ N, 2° 56′ 09″ E / 42.298292543035°N,2.9357849859406°E                                                        |                                            |                       | Modifica les dades a Wikidata |
|        | Mas Bió         | Llers    | masia        |                                          | 42° 18′ 18″ N, 2° 53′ 40″ E / 42.3048889983912°N,2.89442025649883°E                                                      |                                            |                       | Modifica les dades a Wikidata |
|        | Mas Bosc        | Llers    | masia        |                                          | 42° 17′ 54″ N, 2° 54′ 21″ E / 42.2983783470818°N,2.90570135474074°E                                                      |                                            |                       | Modifica les dades a Wikidata |
|        | Mas Carreres    | Llers    | masia        |                                          | 42° 18′ 39″ N, 2° 54′ 33″ E / 42.3109628240839°N,2.90921356062206°E                                                      |                                            |                       | Modifica les dades a Wikidata |
|        | Mas Mir         | Llers    | masia        |                                          | 42° 17′ 34″ N, 2° 54′ 37″ E / 42.2927°N,2.91035°E                                                                        | bé integrant del patrimoni cultural català | Mas Mir (Llers)       | Modifica les dades a Wikidata |
|        | Mas Molar       | Llers    | masia        | Estil: arquitectura popular              | 42° 17′ 01″ N, 2° 53′ 13″ E / 42.2835°N,2.88707°E ca:Al sud-oest del nucli urbà, prop de la Muntanya de Sant Quirze      | bé integrant del patrimoni cultural català | Mas Molar (Llers)     | Modifica les dades a Wikidata |
|        | Mas Oliveres    | Llers    | masia        | Estil: arquitectura popular              | 42° 17′ 25″ N, 2° 52′ 56″ E / 42.2904°N,2.88235°E ca:Camí del mas Oliveres. Pla de Palau 172 msnm                        | bé integrant del patrimoni cultural català | Mas Oliveres (Llers)  | Modifica les dades a Wikidata |
|        | Mas Pi          | Llers    | masia        | Estil: arquitectura popular 18th century | 42° 17′ 39″ N, 2° 53′ 24″ E / 42.2942°N,2.88987°E ca:Paratge de les Brugueres, a l'oest del nucli urbà de Llers 196 msnm | bé integrant del patrimoni cultural català | Mas Pi (Llers)        | Modifica les dades a Wikidata |
|        | Mas Roger       | Llers    | masia        |                                          | 42° 17′ 46″ N, 2° 57′ 16″ E / 42.2961565489171°N,2.95452036460289°E                                                      |                                            |                       | Modifica les dades a Wikidata |
|        | Mas Vidal       | Llers    | masia        |                                          | 42° 17′ 33″ N, 2° 54′ 25″ E / 42.2926244514936°N,2.90700789733692°E                                                      |                                            |                       | Modifica les dades a Wikidata |
|        | Mas de l'Estela | Llers    | masia        |                                          | 42° 18′ 07″ N, 2° 56′ 13″ E / 42.30189565766°N,2.9369945371754°E                                                         |                                            |                       | Modifica les dades a Wikidata |
|        | la Pujada       | Llers    | masia        | Estil: arquitectura popular              | 42° 18′ 05″ N, 2° 55′ 33″ E / 42.3015°N,2.92576°E                                                                        | bé integrant del patrimoni cultural català | Mas la Pujada (Llers) | Modifica les dades a Wikidata |

## muntanya
| imatge | Nom              | Ubicat a | instància de | Detalls | coordenades                                                      | Protecció | Commons (més fotos) | Dades a WD                    |
| ------ | ---------------- | -------- | ------------ | ------- | ---------------------------------------------------------------- | --------- | ------------------- | ----------------------------- |
|        | Puig Oriol       | Llers    | muntanya     |         | 42° 18′ 17″ N, 2° 54′ 22″ E / 42.3047°N,2.90606°E 146.8 msnm     |           |                     | Modifica les dades a Wikidata |
|        | Puig d'en Clos   | Llers    | muntanya     |         | 42° 17′ 22″ N, 2° 55′ 17″ E / 42.28956667°N,2.921375°E 1995 msnm |           |                     | Modifica les dades a Wikidata |
|        | Puig dels Homes  | Llers    | muntanya     |         | 42° 18′ 41″ N, 2° 53′ 15″ E / 42.3113°N,2.88749°E 210.8 msnm     |           |                     | Modifica les dades a Wikidata |
|        | Turó de l'Hortal | Llers    | muntanya     |         | 42° 18′ 17″ N, 2° 54′ 11″ E / 42.304617°N,2.902967°E 156 msnm    |           |                     | Modifica les dades a Wikidata |

## Misc
| imatge | Nom                        | Ubicat a | instància de      | Detalls                     | coordenades                                                                 | Protecció                                            | Commons (més fotos)                  | Dades a WD                    |
| ------ | -------------------------- | -------- | ----------------- | --------------------------- | --------------------------------------------------------------------------- | ---------------------------------------------------- | ------------------------------------ | ----------------------------- |
|        | Castell de Sarraí          | Llers    | ruïnes de castell | Estil: arquitectura popular | 42° 18′ 06″ N, 2° 55′ 26″ E / 42.3017°N,2.92389°E ca:Veïnat de la Vall      | bé d'interès cultural bé cultural d'interès nacional | Ruïnes del castell de Sarraí (Llers) | Modifica les dades a Wikidata |
|        | Molí Nou                   | Llers    | molí d'aigua      |                             | 42° 18′ 57″ N, 2° 53′ 55″ E / 42.3158803930976°N,2.89869764901922°E 61 msnm |                                                      |                                      | Modifica les dades a Wikidata |
|        | Pedrera Tramuntana         | Llers    | pedrera           |                             | 42° 16′ 36″ N, 2° 55′ 20″ E / 42.2767398958784°N,2.92236030310666°E         |                                                      |                                      | Modifica les dades a Wikidata |
|        | Plaça porxada de Llers     | Llers    | plaça porticada   | Estil: arquitectura popular | 42° 17′ 30″ N, 2° 54′ 40″ E / 42.2918°N,2.91107°E                           | bé integrant del patrimoni cultural català           | Plaça porxada del Poblenou de Llers  | Modifica les dades a Wikidata |
|        | Pont de les Comes          | Llers    | pont              |                             | 42° 17′ 04″ N, 2° 55′ 02″ E / 42.2843915672208°N,2.91718400634537°E         |                                                      |                                      | Modifica les dades a Wikidata |
|        | casa consistorial de Llers | Llers    | casa consistorial |                             | 42° 17′ 44″ N, 2° 54′ 34″ E / 42.295684°N,2.909378°E                        |                                                      |                                      | Modifica les dades a Wikidata |
|        | centre Recreatiu Llersenc  | Llers    | edifici           | Estil: arquitectura popular | 42° 17′ 45″ N, 2° 54′ 44″ E / 42.2958°N,2.9122°E                            | bé integrant del patrimoni cultural català           | Centre Recreatiu Llersenc            | Modifica les dades a Wikidata |
|        | font de la Vall (Llers)    | Llers    | font              | Estil: arquitectura popular | 42° 17′ 54″ N, 2° 55′ 11″ E / 42.2982°N,2.91981°E                           | bé integrant del patrimoni cultural català           | Font de la Vall de Llers             | Modifica les dades a Wikidata |
|        | la Cova                    | Llers    | cova              |                             | 42° 16′ 21″ N, 2° 55′ 33″ E / 42.2723652521798°N,2.92596726463719°E         |                                                      |                                      | Modifica les dades a Wikidata |